# دنیل کلیتمن
دنیل کلیتمن (انگلیسی: Daniel Kleitman؛ زادهٔ ۴ اکتبر ۱۹۳۴) ریاضی‌دان، و استاد دانشگاه اهل ایالات متحده آمریکا است. او استاد دانشگاه MIT بود.